# Vườn quốc gia Töfsingdalen
Vườn quốc gia Töfsingdalen là một vườn quốc gia Thụy Điển nằm ở phía nam của khu nghỉ mát Idre, trong đô thị Älvdalen, hạt Dalarna, Thụy Điển.. Nó bao gồm hai dãy núi có độ cao tới 892 mét, ngăn cách bởi thung lũng được bao phủ bởi đồng cỏ và rừng nguyên sinh. 